# Nishikawa Shugo
Shugo Nishikawa (sinh ngày 27 tháng 5 năm 1977) là một cầu thủ bóng đá người Nhật Bản.

## Sự nghiệp câu lạc bộ
Shugo Nishikawa đã từng chơi cho Mito HollyHock.